# Eliozeta
Eliozeta är ett släkte av tvåvingar. Eliozeta ingår i familjen parasitflugor.
Kladogram enligt Catalogue of Life och Dyntaxa:
| Eliozeta | \| \| Eliozeta helluo \| \| \| \| \| \| Eliozeta pellucens \| \| \| \| |
|          | \| \| Eliozeta helluo \| \| \| \| \| \| Eliozeta pellucens \| \| \| \| |
|          | Eliozeta helluo                                                        |
|          |                                                                        |
|          | Eliozeta pellucens                                                     |
|          |                                                                        |